# Yannick Zachée
Pour les articles homonymes, voir Zachée (homonymie).
Yannick Zachée, né le 29 octobre 1986 à Meulan, est un joueur de basketball de nationalité centrafricaine et française, et joueur de l'équipe de République centrafricaine de basket-ball.
Yannick Zachée joue actuellement pour Le Cannet Côte d’azur Basket, en Nationale Masculine 2,. Auparavant, Zachée jouait pour la chorale Roanne Basket et JA Vichy de la Ligue nationale de basket-ball. Il a notamment décroché son premier contrat professionnel avec la chorale Roanne Basket, lors de la saison 2005-2006, et a joué plusieurs matchs.
Yannick Zachée était un membre de l'équipe nationale de basketball de la République centrafricaine où il a terminé sixième du championnat d'Afrique de basket-ball 2009.
Il participe à l'émission Koh-Lanta : Le Totem maudit diffusée en 2022.